# Frazzanò
Frazzanò es una localidad italiana de la provincia de Mesina, región de Sicilia, con 838 habitantes.

Ubicación de la ciudad de Frazzanò dentro de la provincia de Mesina.

## Evolución demográfica
| Gráfica de evolución demográfica de Frazzanò entre 1861 y 2001 |
|                                                                |
| Fuente ISTAT - Elaboración gráfica por parte de Wikipedia      |